# Municipio de Webster (condado de Hamilton)
El municipio de Webster (en inglés: Webster Township) es un municipio ubicado en el condado de Hamilton en el estado estadounidense de Iowa. En el año 2010 tenía una población de 252 habitantes y una densidad poblacional de 2,71 personas por km².

## Geografía
El municipio de Webster se encuentra ubicado en las coordenadas 42°20′37″N 93°52′37″O / 42.34361, -93.87694. Según la Oficina del Censo de los Estados Unidos, el municipio tiene una superficie total de 93.04 km², de la cual 92,99 km² corresponden a tierra firme y (0,05 %) 0,05 km² es agua.

## Demografía
Según el censo de 2010, había 252 personas residiendo en el municipio de Webster. La densidad de población era de 2,71 hab./km². De los 252 habitantes, el municipio de Webster estaba compuesto por el 99,21 % blancos, el 0,79 % eran de otras razas. Del total de la población el 2,78 % eran hispanos o latinos de cualquier raza.